# Продаруд
Продаруд (Товариство для продажу руд Півдня Росії) — монополістичне об'єднання власників залізорудних підприємств Криворізького басейну. 
Створено в 1908 році. До складу синдикату ввійшло 6 найбільших фірм, які контролювали переважну частину видобутку руди незаводськими рудниками Криворіжжя (80% станом на 1907 рік). Синдикат поступово розпався в 1913-1915 роках, а його підприємства ввійшли до складу монополістичних об'єднань металургії Півдня.
«П.» був створений на хвилі протидії частини місцевих рудовласників засиллю «Продамети». Восени 1908 вони підписали угоду про взаємний розподіл т. зв. сфер компетентності. Авторами та фактичними засновниками синдикату стали представники
Колачівського рудника, копалень М.Копилова і нащадків Ю.Галківського, Криворізької компанії, акціонерних товариств «Дубова Балка» та «Рудник на Жовтій річці».

Керувала «П.» спеціальна рада, котра представляла його перед державою, займалася питаннями легалізації, розподіляла між учасниками квоти на видобуток. «П.» мав ту особливість, що в нього входили підприємства лише однієї галузі. 

1908—09 на Криворіжжі ним було видобуто 76,5, у 1910 — 85, у 1911 — 94, у 1912 — 101,1 млн
пудів руди. Синдикат намагався постійно тримати ринки в напівнасиченому стані, регулярно підвищуючи ціни. Не витримавши
конкурентної боротьби із «Продвугіллям» і «Продаметою», припинив своє існування наприкінці 1913.